# Osmia tergestensis
Osmia tergestensis är en biart som beskrevs av Adolpho Ducke 1897. Osmia tergestensis ingår i släktet murarbin, och familjen buksamlarbin.

## Underarter
Arten delas in i följande underarter:
- O. t. ononidis
- O. t. tergestensis